# Sonerila helferi
Sonerila helferi är en tvåhjärtbladig växtart som beskrevs av Charles Baron Clarke. Sonerila helferi ingår i släktet Sonerila och familjen Melastomataceae. Inga underarter finns listade i Catalogue of Life.